# Королевское статистическое общество
Королевское статистическое общество (англ. Royal Statistical Society) — научное статистическое общество и профессиональная ассоциация статистиков Великобритании.

## История
Основано в 1834 году как Лондонское статистическое общество с целью сбора данных о населении. Исследования в области математической статистики стали проводиться только спустя несколько десятилетий.

### Ключевые фигуры
Основанию общества содействовали Ричард Джонс, Чарльз Бэббидж, Адольф Кетле, Уильям Уэвелл и Томас Мальтус. Среди известных членов общества была Флоренс Найтингейл, в 1858 году она стала первой женщиной в составе организации. Президентами Королевского статистического общества в
разное время были Уильям Беверидж, Рональд Эйлмер Фишер, Гарольд Вильсон, Эгон Шарп Пирсон, Леонард Типпетт, Дэвид Кокс и другие.

### Королевская грамота
В 1887 году Лондонское статистическое общество на основании королевской грамоты было преобразовано в Королевское статистическое общество, и в 1993 году было объединено с британской ассоциацией профессиональных статистиков — Институтом статистиков. В настоящее время общество насчитывает 7200 членов по всему миру.

## Структура
Общество имеет несколько офисов и помещений для совещаний в округе Ислингтон Лондона. В Великобритании расположены 22 местных отделения, которые организуют проведение семинаров по различным вопросам статистики. Университет в Плимуте выбран Королевским статистическим обществом и с 2009 года является Центром статистического образования.

## Функции
Королевское статистическое общество занимается научными исследованиями, организует ежегодные конференции, издаёт Журнал Королевского статистического общества. За достижения в области статистики Королевское статистическое общество проводит ежегодные награждения медалью Гая (в честь Уильяма Гая).